# Brita Andersson (konstnär, 1925–2010)
Brita Evelina Andersson, född Björk den 18 juli 1925 i Kiruna, död den 2 juni 2010 i Falu Kristine församling, var en svensk konstnär.
Andersson studerade konst för Louis Lindholm och Verner Molin vid ABF:s konstskola i Falun. Under 1970-talet studerade hon emaljmåleri för Thomas Hellström i Rättvik. Bland hennes offentliga arbeten märks utsmyckningen vid Ludvika lasarett och Servicehuset Britsarvsgården i Falun. Hennes tidiga oljemålningar har ofta inslag av collage i en abstrakt uppbyggnad och hon var tidigt ute med installationskonst och byggde redan i mitten av 1960-talet upp en rumsinstallation vid en utställning på Carl Larssons "Tuppen" vid Blindgatan i Falun. Hennes senare konst består av expressionistiska målningar ofta med en symbolisk innebörd och emaljmåleri. Hon utförde ett collage baserat på akvarell samt klipp av Ingmar Bergman, vilket inköptes av honom och hängde i hans hem på Fårö. Hon var även ansvarig för konstutställningar vid Dalarnas museum i Falun; bland annat var hon med om att hänga minnesutställningen över Helge Zandén. Hon tilldelades Kiruna kommuns kulturstipendium 1982, Landstinget Dalarnas kulturstipendium 1983 och Falu kommuns kulturpris 1994. Andersson är representerad vid Dalarnas museum, Norrbottens museum, Hudiksvalls museum, Statens konstråd samt i ett flertal kommun- och landstingssamlingar. 
Dalarnas museum arrangerade 1994 en stor retrospektiv utställning av hennes konst. Brita Andersson är begravd på Skogskyrkogården i Falun.